# Escola dos Nomes
A Escola de Nomes (名家; Míng jiā; ming = "nomes") foi uma escola existente na China em 479-221 antes de Cristo.
Estudantes notáveis desta escola são:
- Hui Shi
- Gongsun Long